# Stefanie Bung
Stefanie Bung (* 9. Februar 1978 in Berlin) ist eine deutsche Politikerin der CDU. Sie ist als Mitglied des Abgeordnetenhauses von Berlin stellvertretende Vorsitzende der CDU-Fraktion und deren europapolitische Sprecherin. Sie gehört den Ausschüssen für Kultur, Engagement, Demokratieförderung und Stadtentwicklung, Bau, Wohnen an.

## Ausbildung und Beruf
Bung legte ihr Abitur 1997 an dem Goethe-Gymnasium in Berlin-Lichterfelde ab und studierte anschließend Rechtswissenschaften an der FU Berlin. Seit 2011 ist sie als selbstständige Projektmanagerin und Beraterin tätig.

## Politik
Bung gehörte dem Abgeordnetenhaus erstmals von 2006 bis 2011 an. Seit 2021 ist sie erneut Mitglied des Abgeordnetenhauses und stellvertretende Fraktionsvorsitzende der CDU im Abgeordnetenhaus von Berlin.
Seit 1999 ist sie Mitglied der CDU. Seit 2005 ist sie Ortsvorsitzende der CDU Gartenstadt Schmargendorf und stellvertretende Kreisvorsitzende der CDU Charlottenburg-Wilmersdorf. Außerdem nimmt sie Mandate als Bundes-, Landes- und Kreisparteitagsdelegierte wahr.
2010 setzte sie sich dafür ein, die Anzahl der Spielhallen und Automatencasinos zu reduzieren.  Unter anderem wurde gefordert, dass die maximale Anzahl an Spielhallen für Berlin auf 70 festgesetzt und ein gewisser Mindestabstand zu Räumen für Kinder und Jugendliche eingehalten werden soll.
Im Jahr 2022 wurde Bung mit Forderungen bekannt, Geschütze und Panzer des sowjetischen Ehrenmals in Berlin-Tiergarten angesichts des Ukraine-Kriegs zu entfernen.
Bung unterzeichnete 2023 einen Nouruz-Aufruf des Deutschen Solidaritätskomitees für einen freien Iran und nahm am Free Iran World Summit 2023 des Nationalen Widerstandsrats des Iran teil. Beide Organisationen stehen den iranischen Volksmudschahedin nahe.
Stefanie Bung ist Mitglied der überparteilichen Europa-Union (EUB), die sich für ein föderales Europa und den europäischen Einigungsprozess einsetzt.

## Weblink
- Stefanie Bung auf abgeordnetenwatch.de